# العصر البابلي الوسيط

خريطة الشرق الأدنى القديم تعود لحوالي سنة 1000 قبل الميلاد، توضح حدود المملكة البابلية

العصر البابلي الوسيط أو عصر ما بعد الكاشي وهي المرحلة التاريخية في التاريخ البابلي التي أعقبت انهيار السلالة الكيشية سنة 1150 ق.م، وسبق غزو الإمبراطورية الآشورية الحديثة لبابل سنة 729 ق.م. بسبب الاضطرابات السياسية وسكوت السجل النصي، لا يُعرف سوى القليل نسبيًا عن الأحداث في بابل خلال هذا الوقت.

بابل في القرون الأولى من الألفية الأولى قبل الميلاد

توجد تعريفات بديلة مختلفة للفترة البابلية الوسطى. بسبب عدم استقرار السيطرة الآشورية على بابل، واستمرار أوجه التشابه في الثقافة المادية، يصف بعض المؤرخين الفترة البابلية الوسطى بأنها لم تنته حتى عام 626 قبل الميلاد، مع انهيار الإمبراطورية الآشورية الحديثة وتأسيس الإمبراطورية البابلية الحديثة. ويستخدم البعض مصطلح «البابلي الأوسط» و«ما بعد الكيشي». فهو يتوافق مع فترة من عدم الاستقرار وضعف المملكة البابلية بعد سقوط سلالة بابل الكيشية الطويلة (1595-1155 ق.م.). بعد ذلك، يخلف أحدهم الآخر من سلالات غير متينة للغاية وليست قوية جداً، باستثناء سلالة إيسن الثانية (1155-1024 قبل الميلاد)، والقرون الأولى من الألفية الأولى قبل الميلاد. وتميزت بظهور الكونفدراليات الكلدانية، التي تمكن بعض قادتها من تولي عرش بابل، والنفوذ المتزايد للمملكة الآشورية، التي انتهى بها الأمر بغزو بابل في عام 728 قبل الميلاد.
التوثيق عن هذه الفترة ضعيف للغاية، توفر بعض السجلات التاريخية إطاراً لتاريخ الحدث، مصحوباً ببعض النقوش الملكية، لكن من الشائع أن معرفة حكام هذه الفترة لا تتجاوز كثيراً أسمائهم وواحد أو اثنين من الشخصيات البارزة التي وقعت في عهدهم. تعد الألواح الإدارية والاقتصادية نادرة، مما يدل على حالة أزمة مؤسسية واقتصادية خطيرة تمنع السير العادي للمؤسسات التقليدية للمجتمع والاقتصاد البابلي (القصور، المعابد، عائلات الأعيان). على المستوى الديني، تميزت هذه الفترة بتطورات مهمة، لا سيما التأكيد النهائي على أسبقية الإله البابلي مردوخ، مع كتابة النص الأسطوري الذي يمجده في قصة الخلق البابلية (إنوما إليش).

## التطورات السياسية والاقتصادية

### سلالة إيسن الثانية (1155-1024 قبل الميلاد)

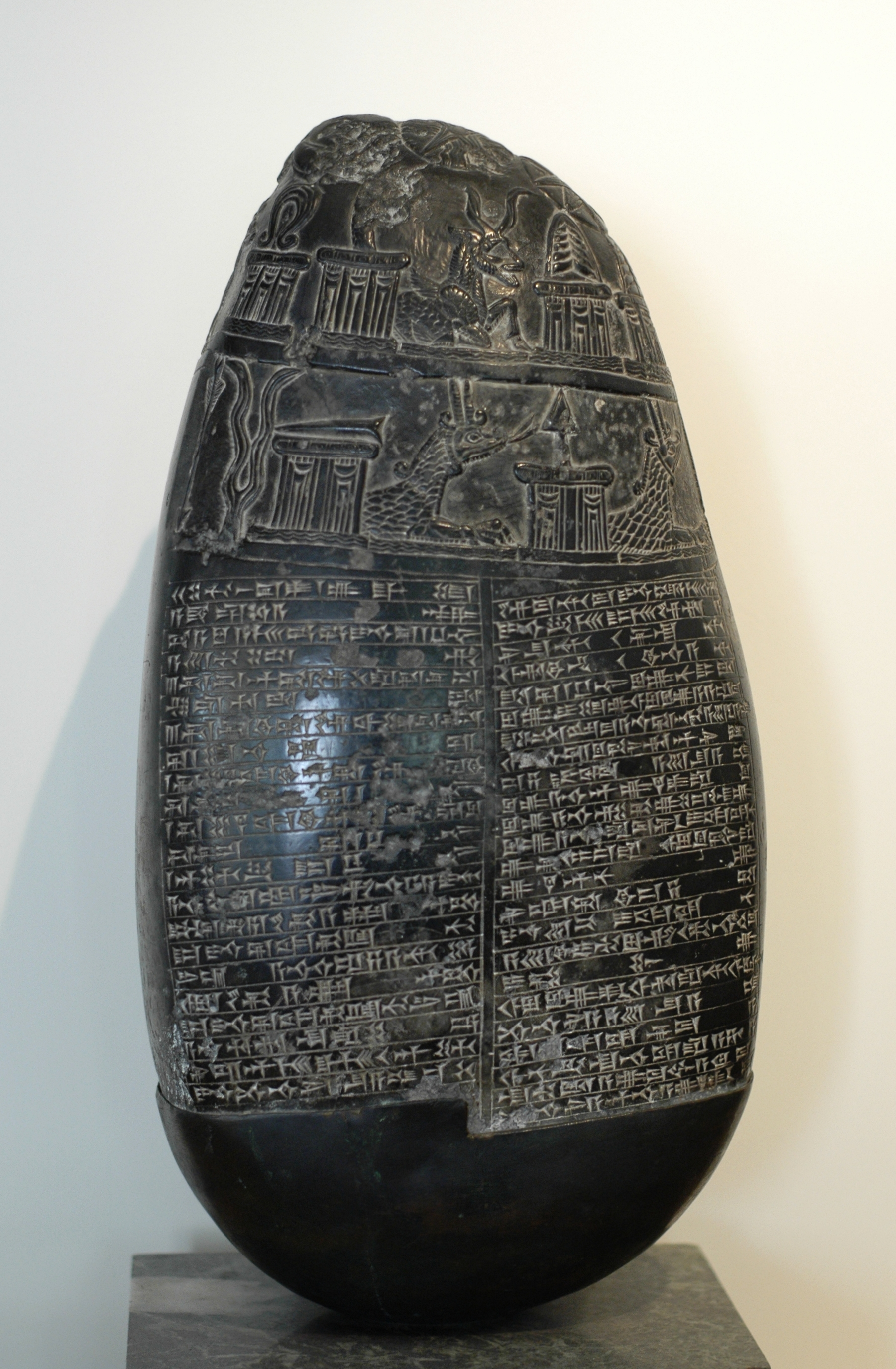
كودورو يعود لسلالة آيسن الثانية يحتفل بذكرى منح أب مهراً لابنته. موجود في المكتبة الوطنية الفرنسية، باريس

بعد أن تم خلع الكيشيين من العرش، واصل العيلاميون زحفهم في عهد شيلاك إنشوشيناك، الذي تقدم شمالاً إلى أررابخا، بعد أن استولى على المقاطعات الشرقية من آشور. ظهرت سلالة جديدة في جنوب بابل تعرف باسم «سلالة إيسين الثانية» حول هذه المدينة. أحد أبرز ملوكها، نبوخذ نصر الأول (1126-1105)، الذي خاض حرباً ضروس ضد الملك العيلامي الغازي هوتلوتوش إنشوشيناك، ونجح بهزيمته وطرده بعد هجومين متتاليين، وبذلك أزال الإهانة لبلاده. وهاجم خليفته مردوخ نادين أهي آشور، لكن خصمه تغلث فلاسر الأول دفعه إلى الوراء وغزا بابل، حيث لم يستطيع تثبيت سلطته. وفي عهد أداد أبلا إيدينا (1068-1047) الذي استولى على السلطة في بابل، واجهت بابل غزوات من قبل قبائل الآراميين وقبائل البدو السوتيين، والتي تراجعت تدريجياً ثم انتهى بها الأمر إلى تدمير العديد من المدن الكبيرة مثل (دور كوريغالزو، سيبار، نيبور، أوروك). وفقاً لقائمة ملوك بابل، توفي آخر ملوك سلالة آيسن الثانية نابو شوم ليبور في عام 1024 ق.م، مما فتح فترة طويلة من عدم استقرار السلطة في بابل حيث ازداد ضغط الغارات الآرامية بصورة أكبر.
المؤسسات الملكية في هذه الفترة كانت تسير على غرار سلالة الكيشيين. وواصل الملوك التبرع بالأرض للمعابد وكبار الشخصيات، كما هو موضح دائماً في أحجار الكودورو.

### فوضى أواخر القرن العاشر والحادي عشر قبل الميلاد
تكررت الغارات الآرامية والسوتية مع انهيار السلطة البابلية. تذكر القائمة الملكية البابلية عدة سلالات خلفت لسلالة آيسن الثانية واحدة سلالة القطر البحري في جنوب بابل، وأخرى سلالة بازي، وهي مدينة تقع على نهر دجلة، وهناك سلالة أخرى على ما يبدو مكونة من شخصية واحدة من أصل النخبة، مار بيطي أبلا آشور. وهناك سلالة أخرى أكثر متانة قليلاً من السلالات السابقة ولكنها غير معروفة بشكل أفضل، تم ذكر فيها ثلاثة ملوك؛ نابو مكين أبلي (979-944 ق.م.)، نينورتا كودوري أوسور الثاني (944ق.م.)، مار بيطي أخي إيدينا (943-؟ق.م.)، وهذا عكس حالة من عدم الاستقرار المزمن الذي أغرق بابل في الفوضى، مع عدم وجود سلطة سياسية مستقرة، وإتسمت تلك الفترة بالدمار والمجاعة. هذه الفترة هي التي ألهمت بلا شك الكاهن كابتي إيلي مردوخ الذي عاش في القرن التاسع أو القرن الثامن قبل الميلاد، نص ملحمة أيرا، الذي يروي كيف نجح الإله إيرا (إله العالم السفلي والطاعون والحرب) في إزالة مردوخ من بابل بالمكر. ثم تعريض بابل للأوبئة والمجازر، قبل أن يهدأ من قبل وزيره إيشوم، حتى تمكن مردوخ من استعادة النظام.
لذلك كانت دولة بابل في نهاية القرن العاشر قبل الميلاد دولة ضعيفة إلى حد كبير. واصل السوتيون مهاجمة الشمال، وتأسست القبائل الآرامية في الجنوب والشرق، واستقرت مجموعة جديدة هي الكلدان في جنوب بابل ولا سيما منطقة الأهوار وحول بابل. واجه ملوك بابل صعوبة كبيرة لضمان احترام سلطتهم خارج هذه المدينة وعدد قليل من المدن الأخرى الواقعة في جوارها. وفي تلك الفترة حصل حدث حاسم في آشور، عندما استولى أداد نيراري الثاني على السلطة، وصحح الوضع في بلاده التي أضعفها الآراميون أيضاً. قام بحملة عسكرية على بلاد بابل سالكاً الطريق الشرقي، وعقد معاهدة معها لتثبيت الحدود بين الدولتين الآشورية والبابلية، وكان لهذه المعاهدة أهمية خاصة لانها احتوت على موجز لتاريخ المنازعات بين الطرفين.[بحاجة لمصدر] وكان الغرض من حملته العسكرية تلك هو تأمين الحدود الجنوبية لبلاد آشور قاصداً أيقاف توسع ملك بلاد بابل شمش مدامق الذي حاول ان يتوسع باتجاه مدن بلاد اشور، وبعد وفاته، عقد ادد نيراري معاهدة صداقة مع خليفته على العرش البابلي نبو شوما أوكين الأول نصت على أن يتزوج كل من ملك بابل وآشور أبنة الثاني وكان ذلك الزواج سياسياً الغرض منه إعلان السلام بين الدولتين المتخاصمتين.

### النهضة البابلية في مواجهة التوسع الآشوري (900-800 قبل الميلاد)

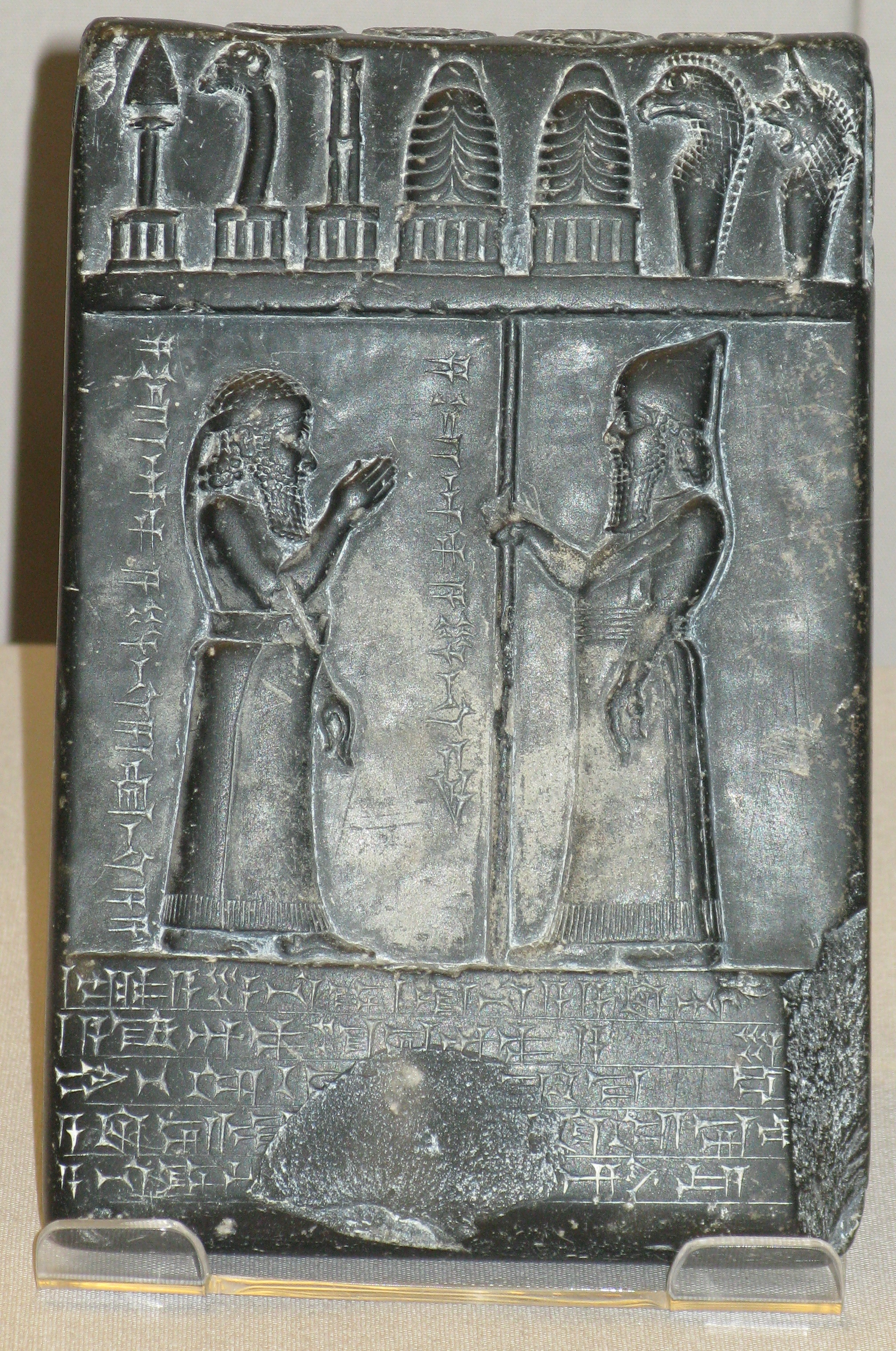
لوحة حجرية تخلد ذكرى تبرع الملك نبو أبلا إيدينا بقطعة أرض.

شهدت بداية القرن التاسع قبل الميلاد استقرار بابل تحت قيادة الملك نبو شوما أوكين الأول (899-888 ق.م.)، الذي شن هجوماً مضاداً على آشور. خليفته نبو أبلا إيدينا (888-855 ق.م.) نجح في تقوية السلطة البابلية في مواجهة قبائل السوتيين على وجه الخصوص، ويتخذ تدابير لإعادة تنظيم المعابد ودور العبادة وإعمار المدن البابلية. لكن الديناميكية تنقلب عندما يواجه الملك مردوخ زكير شومي الأول (854-819 ق.م.) أزمة داخلية، حيث حاول شقيقه مردوخ بيل اوشطي الإطاحة به والاستيلاء على الحكم. فيناشد الملك الآشوري شلمنصر الثالث لحل الموقف. فيساعده الأخير على هزيمة المتمردين، بل ويواصل هجومه باتجاه الجنوب ضد القبائل الكلدانية. وبعدما كانت آشور في موقع قوة، فإن الوضع ينقلب بعد سنوات قليلة عندما دعا الآشوري شمشي أداد الخامس ملك بابل مردوخ زكير شومي لمساعدته في إخماد ثورة. فيساعده الملك البابلي على تحقيق النصر ويصبح حاميه. ولكن بمجرد وفاة مردوخ زكير شومي عام 818 ق.م. يهاجم الملك الآشوري ملك بابل الجديد مردوخ بلاصو إقبي (818-813 ق.م.)، فينتصر ملك بابل أول مرة. لكن تنتهي الأمور بخلعه على يد شمشي أدد الذي استمر بمحاربة الكلدان حتى تمكن بابا أخا إيدينا من السيطرة على حكم بابل لفترة قصيرة في سنة (812 ق.م.).

### قيام الاتحادات الكلدانية (800-750 ق.م.)
في الوقت الذي يقاتل شمشي أداد الخامس الكلدان ويحاول إخضاعهم. تظهر الأخيرة كقوة صاعدة في بابل، بسبب تنظيمها الأكثر مركزية من القبائل الأخرى، على أساس اتحادات قبلية متحدة في خمسة «بيوت» يحكمها شخصية تحمل لقب «ملك»، وتهيمن على منطقة معينة. أقوى ها هي بيث أموكاني الواقعة في شرق بابل حول أوروك، وبيث دكوري الواقعة في الشمال باتجاه بورسيبا، وبيث ياقين الواقعة في أقصى جنوب بابل في أرض البحرr. نجح العديد من ملوك هذه البيوت في اعتلاء عرش بابل في القرن السابع قبل الميلاد، مستفيدين من عدم الاستقرار الذي شهدته المنطقة بعد عام (811 ق.م.). كان أولهم إيريبا مردوخ (769-761 ق.م.) من بيت ياقين الذي خلفه نبو شوم إشكون (760-748 ق.م.) من بيت دكوري. لم يقبل الآشوريين بحكم نبو شوم إشكون في البداية مما جعله يبايع آشور لكي يحكم بلاد بابل، وقد قام بعدة تغييرات لصالح الآشوريين وقد قام بإلغاء الاحتفال بعيد أكيتو في بابل، وهذا مما أدى من عدم رضى شعب بابل من الكلدان والآراميين على حكمه، حيث قادوا عدة تمردات ضده، تولى الحكم بعده نبوناصر.

### سيطرة آشور على بابل (747-728 قبل الميلاد)
عندما تولى البابلي نبوناصر السلطة عام (747 ق.م.)، استنجد بالملك الآشوري تغلث فلاسر الثالث لمساعدته على هزيمة الكلدان والآراميين، الذي يوافق ويطرد معارضي نبوناصر إلى الشمال. وينتهز الفرصة ليحكم قبضته على بابل، التي أصبحت محمية آشورية. بعد وفاة نبوناصر يخلفه إبته نبو نادين زيري، ولكن يطيح به. ويتم اغتياله من قبل نبو شوما أوكين الثاني الذي قلب الحكم ضده حيث كان يرفض أن تخضع بابل تحت سلطة الآشوريين.، والذي هزم بدوره على يد الكلداني نبو موكين زيري، من بيث أموكاني، كل ذلك كان في غضون عامين، من 733 إلى 731 قبل الميلاد. لكن تغلث فلاسر الثالث الذي فقد بعد ذلك سيطرته على بابل، قرر التدخل في الجنوب والإطاحة بنبو موكين زيري وخلعه من العرش وقام بنهب عاصمته بيث أمكاني، ثم اختار أن يتولى بنفسه عرش بابل. وبحلول سنة 728ق.م. أصبحت بابل تابعة لآشور.

### بداية الانتعاش الديموغرافي والاقتصادي
توضح لنا أرشيفات نيبور التي تعود إلى هذه الفترة أن الأنشطة الاقتصادية للمدينة أخذت تشهد انتعاشاً، في حين تم التخلي عنها تقريباً خلال أزمة القرن العاشر قبل الميلاد. تتمتع سلطات المدينة وفي المقام الأول حاكمها كودورو باستقلالية واسعة عن ملك بابل آنذاك، نبوناصر، ولها مجال مثل المعابد، وتقوم بالتبادلات التجارية أحياناً حتى في زاغروس، وقدوم القبائل الآرامية والكلدانية المجاورة للتجارة. في المدينة. تُظهر التبرعات الملكية بالأرض والامتيازات المخصصة للمعابد والكهنة وأن العبادة في المراكز الدينية الكبرى تستأنف بعد أن تضررت خلال سنوات الأزمة. تعطي الشهادات والمسوحات في منطقة أوروك انطباعاً متطابقاً عن الانتعاش الديموغرافي والاقتصادي الذي ظهر خلال فترة الهيمنة الآشورية، ولا سيما في المناطق التي توجد فيها القبائل الكلدانية، والتي تعيش في الغالب في القرى الزراعية. لذلك يمكننا أن نرسم لهذه الفترة صورة بلد يشهد زيادة تدريجية في عدد السكان في المناطق الحضرية والريفية، مصحوبة بلا شك بالنمو الاقتصادي، وبدء حركة استمرت طوال الألفية الأولى. ومع ذلك، لا يزال يتعين تحديد هذه الفترة بمزيد من اليقين، لا سيما بسبب عدم دقة المسوحات الأثرية.

## التطورات الدينية

### غلبة مردوخ وبابل

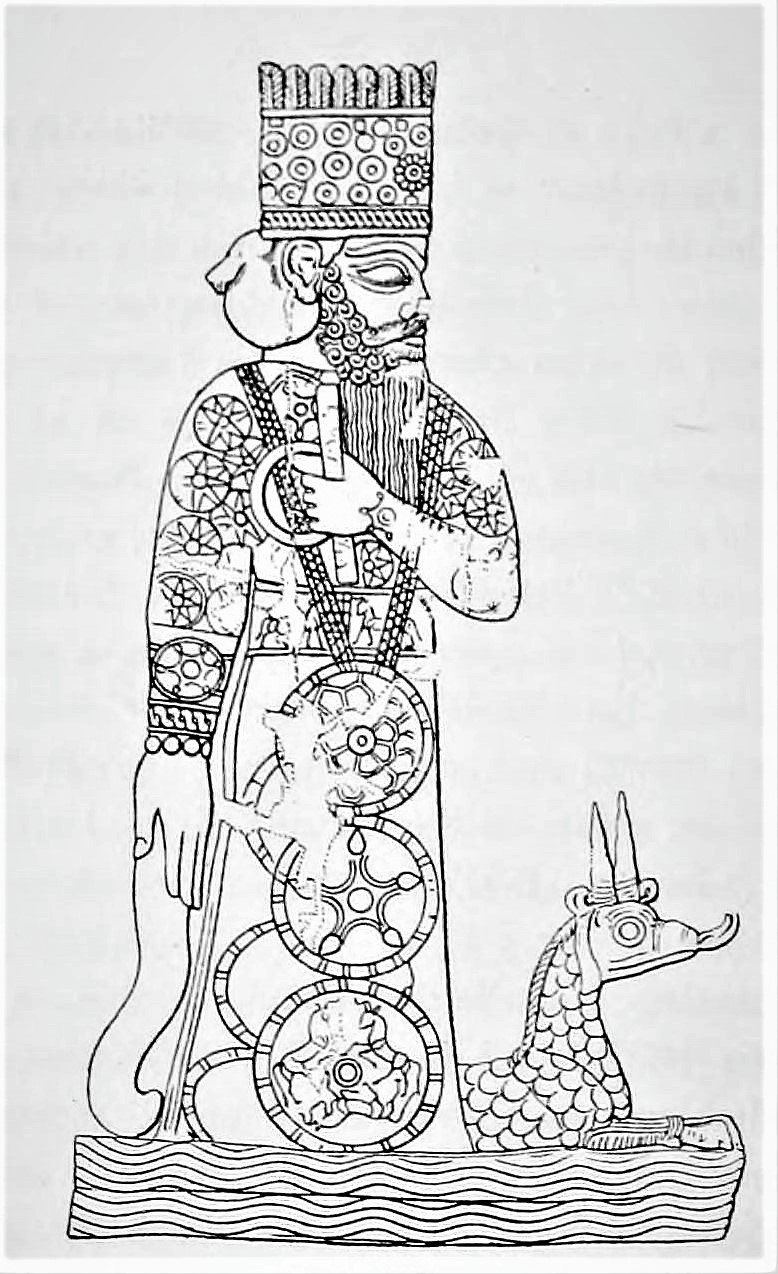
الإله مردوخ وأفعى التنين

شهدت فترة سلالة إيسن الثانية وما تلاها استمراراً للتطورات الثقافية التي بدأت تحت حكم الكيشيين. من الممكن أنه في عهد نبوخذ نصر الأول تم التأكيد على السيادة النهائية لمردوخ على قمة الآلهة، بدلاً من إنليل. بفضل انتصاره على عيلام، حيث تمكن هذا الملك من إعادة تمثال الإله الذي تم إزالته سابقاً من معبده العظيم في بابل إيساكيلا "وتعني البيت المرفوع الرأس"، وفي هذه الفترة أيضاً كتب رجال الدين في هذا المزار، الذي أصبح أحد الأماكن التعليمية الرئيسية في بابل، نصاً أساسياً يأكد غلبة مردوخ ملحمة الخلق البابلية (إنوما إليش). يحكي عن المراحل المختلفة التي قادت مردوخ إلى رتبة ملك الآلهة بعد أن هزم تيامات، والدة الآلهة التي ترمز إلى الفوضى، وبناء بابل في وسط العالم من قبل الإله نفسه. أصبح هذا النص في الألفية الأولى أحد أعمدة الأيديولوجية البابلية الملكية، ويتلى كل عام خلال عيد أكيتو للعام الجديد الذي يرى الملك خلاله تجديد ولايته من قبل الإله. حسب ذلك، فإن السيادة السياسية لبابل كانت مصحوبة بالتفوق الديني. لذلك يتم تقديم بابل على أنها مدينة مقدسة حقيقية.

### تطور المعابد في بابل
تبين لنا النصوص أن مدينة بابل كانت تضم 53 معبداً رئيسياً و360 صومعة ثانوية مع مزارات كثيرة التي لا يمكن أن نقبلها معمارياً ما لم يكن بكل بيت مزار أو مذبح.

## الجانب الفني في العصر البابلي الوسيط
لم تزودنا التنقيبات بمعلومات تساعد في اعطاء صورة كاملة عن النحت المجسم في هذا العصر وقد كشفت لنا تنقيبات مدينة دور كوريكالزو عن كسر منحوتة من حجر الديورايت عليها كتابة مسمارية خاصة ببقايا تمثال للملك كوريغالزو الأول بهيئة الجلوس، فضلا عن الاعتماد على القطع الصغيرة من المجسمات الفخارية الملونة التي ساعدتنا في تكوين فكرة عن هذا الفن، وأيضًَا عثر على قطعة فخارية لرأس رجل وقد نفذ وجه الرجل بالاسلوب الواقعي ولون باللون الاحمر وبينما استعمل للشعر اللون الاسود وكذلك هناك قطعة فخارية أخرى للبوة عملت بطريقة دقيقة تمكن الفنان فيها من اظهار الملامح الرئيسية المتمثلة بالعيون، مقدمة الوجه، الشعر وتفاصيل جسم اللبوة. إما النحت فقد ظهر على الآجر المصنوع بالقالب واستعمل في نماذج معمارية بحتة وأيضًَا عثر على واجهات من الآجر في مدينة أور، نفر، دور كوريغالزو وسوسه منها واجهة معبد إنانا الذي شيده الملك الكيشي كرانداش في مدينة الوركاء إذ يتكرر موضوع الآلة والالهة باستمرار في اسفل جدار الواجهة ويوجد فاصل من الآجر بين كل اله والالهة مما جعل كلا منهما داخل تجويف ضمن جدار الواجهة ومسك بيد كل منهما امام الصدر اناء يتدفق منه الماء الذي سال بشكل جداول جارية نفذت بشكل خطوط بارزة ومتعرجة على فواصل الواجهة والاله هو اله الجبل إذ يرتدي ثوباً مزيناً بهيئة الحراشف يمثل رمز الجبل عند سكان بلاد الرافدين ويؤطر هذه الواجهة من الاعلى والاسفل آجر مقولب الذي يتكون من دوائر بارزة بهيئة الاقراص ويدل ذلك على سعة استعمال هذه الواجهات في ذلك الوقت.

### أحجار الكودورو
شاع في هذا العصر استعمال النحت البارز المنفذ على الاحجار والمعروفة باسم كودورو إلى درجة كبيرة والتي وظيفتها تحديد ملكية الاشخاص ومساحة الأرض وحدودها واسم واهبها وكانت تودع في الاماكن المقدسة والمعابد رغم أن اصولها الأولى تعود إلى الالف الثالث قبل الميلاد ويكون على شكل حجرة بيضوية الشكل منبسطة الوجهين تقريباً ذات نهاية افقية من الاسفل تحوي نصوصاً مسمارية تشير إلى الهبة أو نص براءة يخص المالك ويعتبر كل من يغير نص البراءة معتدي على الالهة المنحوتة على الحجرة ثم تطور النحت على الاحجار في نهاية هذا العصر وقد احتوت الحجرة على مواضيع مختلفة منها احجار تعود إلى الملك ميلي شباك وهو يقتاد ابنته ليقدمها إلى الالهة التي ترتدي تاج ينتهي من الاعلى بصف واحد من الريش وتجلس على عرش اقيم على قاعدة بارجل تشبه ارجل الاسد وتحيي الملك بيديها الاثنتين ويفصل بين الملك والالهة شمعدان ونرى رموز للالهة؛ سين (الهلال) وشمش (قرص الشمس) وعشتار (النجمة) في اعلى المشهد ومقسمة بعض هذه الاحجار إلى حقول افقية تضم شخوصاً للالهة ورموزها منها احجار لمليشيخو الثاني في سوسه وأيضًَا من احجار الحدود الكدورو التي تعود إلى عهد الملك مردوخ نادين أهي من سلالة إيسن الثانية إذ يظهر هذا الملك وهو سائر باتجاه اليمين تحت رموز الالهة يحمل قوس بيده اليسرى وسهم في يده اليمنى ويرتدي بدلة طويلة مزينة بزخارف دقيقة ويتمنطق بحزام عريض ويلبس على صدره شريطين متقاطعين وبينما ينتهي لباس الرأس التاج الاسطواني من الاعلى بصف من الريش ويتوسطه من الاعلى نابض بثلاث اوراق وقد أصبح لباس الرأس الذي يحتوي على الريش من مميزات البسة الرأس في هذا العصر، واستعمل في تيجان المخلوقات المركبة الحارسة التي وجدت منذ فترة الملك تغلث فلاسر الثالث في آشور، وقد استفاد نحات احجار الكودورو في تنفيذ بعض المواضيع الدينية الرمزية منها حجرة حدود الملك مردوخ شبيك زيري (بلدروز، ديالى حالياً)، ونحتت بأفعى رابض كانه متوثب للانطلاق والحركة، ويعتبر من الانجازات الفنية الناجحة لهذا الثعبان في هذا النحت.

### العِمارة
الجانب العماري امتاز هذا العصر بظواهر عمارية جديدة كانت تعتمد على استخدامات الاشكال المعمارية القديمة التي تعود إلى العصر البابلي القديم، وقد ظهرت في بلاد الرافدين خلال هذا العصر سلالات حاكمة غريبة منها حكام مملكة ارابخا الميتانية (قرب كركوك حالياً) واتسعت سلطتها لتبسط على كل الأراضي الشمالية من بلاد مابين النهرين التي تعرف ببلاد اشور. وظهرت أيضًَا سلالة كيشية حاكمة بالجنوب في بادئ الامر حكمت مدينة بابل ثم اقامت لها عاصمة خاصة بها في مدينة دور كوريغالزو.
من الظواهر العمارية قصر الملك الكيشي في مدينة دور كوريكالزو الذي يشبه قصر الملك زميري ليم في مدينة ماري ويعود إلى العصر البابلي القديم لكن المخطط العام للقصر يختلف لانه يتألف من سلسلة من الغرف يتم الدخول اليها عبر بعضها البعض وتترك في وسط كل وحدة قاعة وسطية طويلة وتنظم الوحدة البنائية إلى جانب اخر حتى تشكل في الوسط فراغاً يتحول إلى ساحة، لم يتمكن المنقبين من اكتشاف مدخل القصر، بقايا غرف الساحة تشير إلى وجود قاعات طويلة وعريضة يبلغ طول المتبقي منها 40م ممايشير إلى كونها قاعات استقبال وربما كانت أحداها تمثل قاعة العرش، وكانت الممرات مسقوفة ومداخل القاعات مزدانة برسوم الاشخاص، بينما عثر في الزاوية الشرقية على ممرات ثلاثة طويلة متوازية تخترق أرضها قنوات مياه والممرات نفسها كانت معقودة السقف يرجح أنها كانت لخزن الرقم الطينية بجو رطب خاص مكيف لهذا الغرض.
أبرز المعابد في هذا العصر فمنها معبد الالهة اينانا الذي بناه الملك الكيشي كاراينداش في مدينة الوركاء الذي يتألف من قاعة وسطية طولية وقد صفت قاعة طولية على طول كل ضلع من اضلاع هذه الساحة أو غرفتان متتاليتان وهذه الممرات أو القاعات تنفتح بابواب متقابلة وجانبية على القاعة الوسطية الرئيسية وأيضًَا تمتاز بوجود مداخل اساسية لها تنفتح على غرفة مجازية عرضية تقع مباشرة امام القاعة الوسطية وتنفتح عليه وعلى مدخل المعبد الرئيسي وأهم مايمتاز به هذا المعبد فضلا عن المخطط هو أن زواياه الاربعة اعطيت لها اهمية عمارية خاصة والتأكيد عليها بابراج مضاعفة إذ يمكن لمن يواجه أحد الاضلاع الاربعة للمعبد من رؤية واجهة الضلع الكاملة كأنها خسفة جدارية واسعة بين حافتين متدرجتين إلى الداخل وأيضًَا يتميز هذه المعبد بكون هذه الواجهات مزينة بطلعات والدخلات الثانوية عناصرها من الآجر تمثل شخوصاً الهية تقف في الدخلة الجدارية على التناوب تمثل اله الجبال ثم الهة الينابيع وهكذا وفي يد كل منهما اناء الماء الفوار (رمز الينابيع) تجري فيه المياه الفائرة وتسيل بخطوط منكسرة باتجاه الطلعات الجدارية ثم إلى اسفل بخطوط ثنائية ولعلها تمثل نهر دجلة والفرات. بينما شيدت زقورة عقرقوف من اللبن وبارتفاع خمس طبقات تغلفها من الخارج طبقة من الآجر وتبلغ مساحة قاعدة هذه الزقورة نحو 67,60×69م ولها سلالم جانبية تبدأ مع نهاية الضلع الجانبية وتدور بزاوية قائمة حول بدن الزقورة لترتقي إلى السلم الجانبي إما السلم الوسطي فيلتقي بالسلم الجانبي في مركز الضلع وشيد بدن الزقورة من عدة طبقات من اللبن تترك بينها على ارتفاعات معينة طبقات من البردي والحصير وحبال البردي المضفورة لتسليح البناء وتقويته فضلا عن ضمان استقرار كتلته وشيدت مصطبة من اللبن تبلغ مساحتها نحو 35×35م امام سلم الزقورة الوسطي تحيط بها عدة ساحات لمعبد لم يكتشف بعد كله وتتصل هذه الساحات بعضها ببعض وتحيط مجموعة من الغرف المستطيلة بكل ساحة.
إما فيما يتعلق بالبيوت فلم تختلف عن بيوت العصر البابلي القديم التي تعتمد مبدأ الساحة الوسطية والمدخل الذي يربط هذه الساحة عبر غرفة مجاز واحدة أو عدة غرف متسلسلة والبيوت غير نظامية التخطيط لانها تكون محكومة بابعاد وشكل قطعة الأرض المشيد عليها البناء في بعض الاحيان وتكون البيوت المتجاورة ملتصقة ببعضها البعض بطريقة غير متكلفة وعشوائية قليلاً وتصبح الازقة التي تربط الاحياء ببعضها البعض ملتوية، متشابكة ومتغيرة المستويات الارضية ويتغير اتساعها بحسب المباني التي تحددها.